# Cotinus szechuanensis
Cotinus szechuanensis är en sumakväxtart som beskrevs av Pènzes. Cotinus szechuanensis ingår i släktet perukbuskar, och familjen sumakväxter. Inga underarter finns listade i Catalogue of Life.